# Aymar de Blois de La Calande (1804-1874)
Pour les articles homonymes, voir De Blois de La Calande.
Aymar Gabriel de Blois de la Calande (11 septembre 1804 à Ergué-Armel − 4 décembre 1874 à Quimper), est un avocat, homme politique, député de Quimper, et archéologue sur les traces de son oncle Aymar de Blois de La Calande, notamment en collaborant à l’Association bretonne.
« En s'intéressant à la ballade sur l'héritière de Kéroulas, il peut être considéré comme l'un des précurseurs dans la collecte des traditions populaires ».

## Biographie
Il est le fils du  capitaine de frégate Joseph-François-Bernard-Gabriel-Marie de Blois(1764-1846) et de  Marie Thérèse Le Borgne de Kermorvan (ca 1777-1864).
Il a épousé, le  février 1839,  Eléonore Joséphine Marie-Louise des Champs du Méry (1813-1896) et aura sept enfants.
Il est membre du tribunal de Quimper de 1827 à 1830.
Avocat et royaliste en vue, il est porté, dans le Finistère, sur la liste des candidats conservateurs à l'assemblée législative (13 mai 1849) et élu avec eux par 50 934 voix (sur 86 649 votants et  150 165 inscrits). Il vote toujours avec la majorité de droite, dont il fait partie, s'associe au vote de l'expédition de Rome, aux poursuites décrétées contre les auteurs de la manifestation des Arts-et-Métiers, à la loi du 31 mai 1850 contre le suffrage universel, à la loi Falloux-Parieu sur l'enseignement, etc.
Il ne se rallie pas au coup d'État du 2 décembre 1851 et reprend sa place au barreau.

### Sources
- « Blois de La Calande (Aymar-Gabriel de) », dans Adolphe Robert et Gaston Cougny, Dictionnaire des parlementaires français, Edgar Bourloton, 1889-1891 [détail de l’édition]